# Peperomia vestita
Peperomia vestita är en pepparväxtart som beskrevs av C. Dc.. Peperomia vestita ingår i släktet peperomior, och familjen pepparväxter. Utöver nominatformen finns också underarten P. v. lindenii.